# Олимпий (экзарх Равенны)
Олимпий — экзарх Равенны с 649 по 652 год.

## Биография
Римский папа Мартин I собрал в сентябре 649 года Латеранский собор, на котором произошло осуждение монофелитства, которое на тот момент официально поддерживалось византийским императором Константом II и константинопольским патриархом Павлом II. Кроме того, был осуждён выпущенный императором в 648 году эдикт о вере — «Типос» (Τύπος τῆς πίστεως).
Для препятствования собору, а также с целью арестовать и доставить Мартина I в Константинополь, император Констант II назначил экзархом Олимпия и отправил его в Рим.
По прибытии в Рим Олимпий увидел на месте сильную поддержку папы со стороны войска и местного населения. Вероятно, не питая особой надежды на исполнение приказа императора, Олимпий вступил в союз с папой и, подобно одному из своих предшественников, экзарху Элефтерию, в 650 году провозгласил себя императором.
Следующие два года Олимпий и Мартин I вели независимое от Византии управление делами в Италии.
В 652 году Олимпий выступил в поход на Сицилию против арабов, в котором погиб.
Вскоре после этого повторно назначенный императором Константом II на управление Равеннским экзархатом Феодор Каллиопа вошёл в Рим с войском и переправил папу Мартина I в Константинополь, где тот подвергся осуждению и, впоследствии, ссылке в Херсонес Таврический.